# 里奇蘭鎮區 (愛荷華州奇克索縣)
里奇蘭鎮區（英語：Richland Township）是位於美國愛荷華州奇克索縣的一個行政鎮區。

## 地方資料
根據2010年美國人口普查的數據，里奇蘭鎮區的面積為93.38平方千米，當中陸地面積為93.14平方千米，而水域面積為0.24平方千米。當地共有人口369人，而人口密度為每平方千米3.95人。